# Hemithyrsocera quatei
Hemithyrsocera quatei är en kackerlacksart som först beskrevs av Roth, L. M. 1985.  Hemithyrsocera quatei ingår i släktet Hemithyrsocera och familjen småkackerlackor. Inga underarter finns listade i Catalogue of Life.